# Шуховська Мирослава-Ольга Володимирівна
Мирослава-Ольга Володимирівна Шуховська (21 травня 1944, місто Миколаїв, тепер Миколаївського району Львівської області) — українська радянська діячка, електрослюсар Миколаївського цементно-гірничого комбінату Львівської області. Депутат Верховної Ради УРСР 8—9-го скликань.

## Біографія
Освіта середня спеціальна.
З 1961 року — учениця електрослюсаря, електрослюсар сировинного цеху Миколаївського цементно-гірничого комбінату Львівської області.
Член КПРС з 1974 року.
Потім — на пенсії у місті Миколаєві Львівської області.

## Нагороди
- ордени
- медалі